# Nippon Hoso Kyokai

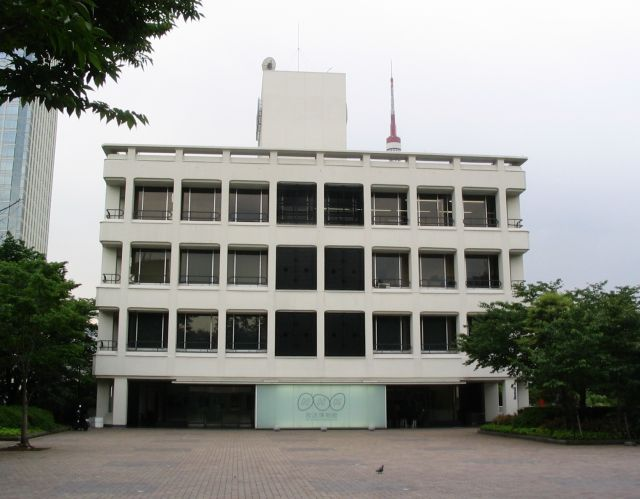
NHK-museum

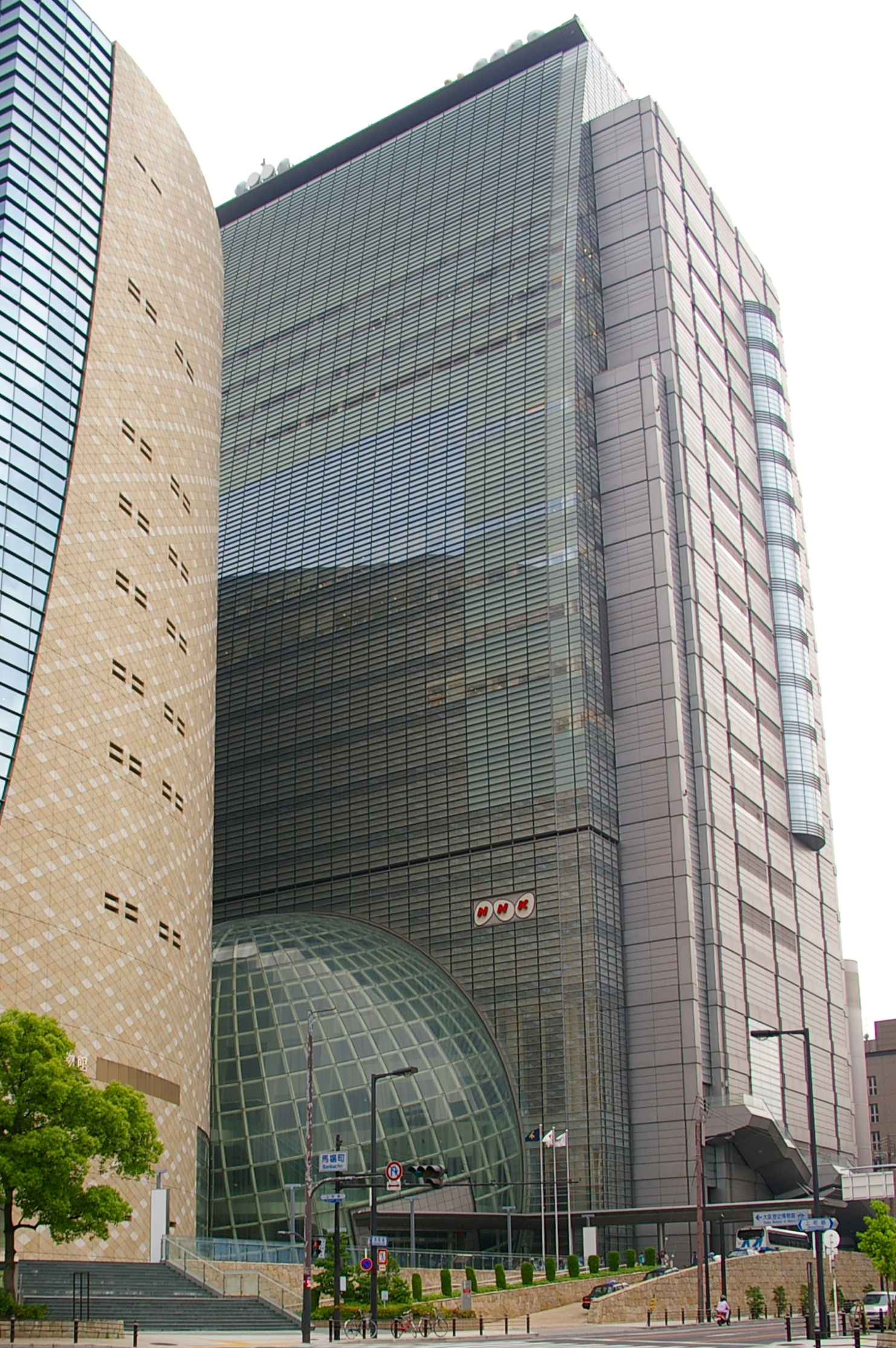
NHK Osaka

Nippon Hōsō Kyōkai (Japans: 日本放送協会, officiële Engelse naam: Japan Broadcasting Corporation, afkorting: NHK) is de publieke omroep-organisatie van Japan. De omroep wordt betaald via kijk- en luistergeld. De afkorting NHK wordt in het Engels uitgesproken.
NHK bezit twee antennezenders, namelijk NHK General TV (Japans: 総合テレビ, Sōgō Terebi) voor algemene doeleinden en NHK Educational TV (Japans: 教育テレビ, Kyōiku Terebi) voor educatieve doeleinden. Daarnaast zijn er drie satellietzenders (NHK BS-1, NHK BS-2, en NHK Hi-Vision) en drie radionetwerken (NHK Radio 1, NHK Radio 2, en NHK FM). Tevens heeft NHK een internationale uitzenddienst genaamd NHK World. Deze bestaat uit NHK World TV, NHK World Premium, en NHK World Radio Japan.

## Geschiedenis
Op 22 maart 1925, anderhalf jaar na de aardbeving in Kanto, vond in Japan de eerste radio-uitzending plaats. Deze werd uitgezonden vanuit de Atago tempel. De eerste uitzending bestond uit muziek van Beethoven, klassieke Japanse muziek en een hoorspel van ōyō. Hetzelfde jaar vonden ook in Osaka en Nagoya radio-uitzendingen plaats.
NHK werd opgericht in 1926, gemodelleerd naar de British Broadcasting Corporation (BBC). Tot de jaren veertig had de zender een monopoliepositie. NHK ontstond als fusie van drie regionale zenders. De fusie vond plaats onder toezicht van het vooroorlogse ministerie voor communicatie.
NHK’s tweede radionetwerk begon in 1931. In 1935 kwam daar een kortegolfzender bij voor luisteraars over zee. Deze zender stond bekend als “Radio Japan”.
In november 1941 nationaliseerde het Japanse Keizerlijke Leger alle openbare media, en coördineerde hun nieuwsberichten. Alle gepubliceerde berichten werden officiële aankondigingen van het leger. NHK zond tijdens de Tweede Wereldoorlog onder andere het bekende Tokyo Rose-oorlogsprogramma uit.
In 1950 begon NHK aan een nieuwe start als een televisiezender gesteund door het publiek. Zo begon NHK dat jaar met General TV, in 1959 gevolgd door Educational TV. In 1960 vond de eerste uitzending in kleur plaats.
In de jaren tachtig gingen de uitzendingen van NHK BS TV van start en in 1995 startte NHK World TV. In 2000 begon NHK met digitale satelliettelevisie.

## Financiering
NHK wordt gefinancierd via kijk- en luistergeld. De uitzendwet waar NHK onder valt stelt dat de eigenaar van elke televisie waar NHK op te ontvangen is dit geld moet betalen. Het is dan ook een veelvoorkomend fenomeen dat een afgevaardigde van NHK voor de voordeur van een Japans huis verschijnt om bewoners te laten betalen, waarop mensen geïrriteerd de deur dichtdoen met de verklaring geen tv te hebben of niet naar NHK te kijken. De wet stelt bovendien geen straffen voor het niet betalen. Als gevolg hiervan zette een groot aantal mensen hun betaling stop na een reeks schandalen omtrent NHK. In 2006 wilde NHK juridische stappen ondernemen tegen de wanbetalers.